# Kampf in den Bergen
Kampf in den Bergen ist ein US-amerikanisches Filmdrama aus dem Jahr 1936 nach dem gleichnamigen – zuvor schon dreimal stumm verfilmten – Roman The Trail of the Lonesome Pine von John Fox jr. Den ersten farbigen Western Hollywoods inszenierte der Genre-Spezialist Henry Hathaway.

## Handlung
In den Bergen Kentuckys leben die verfeindeten Familien Falin und Tolliver. Der Grund für ihre schon seit Generationen andauernde Familienfehde ist mittlerweile in Vergessenheit geraten. Der Ingenieur Jack Hale will die Kohlevorkommen in den Bergen ausbeuten. Dazu bedarf es einer Eisenbahnlinie, die auch über das Land der Tollivers gelegt werden soll. Hale besucht die Tollivers und findet dabei den zu Besuch weilenden Neffen Dave vor, der an Wundbrand leidet. Dave, der seine Cousine June heiraten will, wird von Hale geheilt. Doch June zeigt mehr Interesse an dem studierten Ingenieur.
Als das Familienoberhaupt Judd Tolliver erfährt, dass die Eisenbahnlinie auch über das Land der Falins führen soll, verweigert er die Unterschrift des Vertrages. Doch die versprochene finanzielle Unterstützung für die Not leidende Familie bringt ihn dann doch zur Vertragsunterzeichnung. June besucht Hale immer wieder zusammen mit ihrem kleinen Bruder Buddy, für den Hale ein Vorbild ist. Hale ermutigt June, eine Ausbildung zu beginnen. Sie begleitet ihn dafür nach Gaptown.
Dave glaubt, dass Hales geschäftliche Bemühungen nur ein Alibi dafür sind, sich an June heranzumachen. Er folgt den beiden bewaffnet, doch wird er von den Falins, die sich gerade in Gaptown aufhalten, in seinem Vorhaben, Hale zu töten, gestört. Hale erwehrt sich Daves Angriff und bekämpft danach die Falins, während Dave mit June aus der Stadt flüchtet. June weigert sich, nach Hause zurückzukehren. Hale schickt sie zu seiner Schwester nach Louisville.
Im Winter, als Buddy von Hale das Alphabet erlernt, verlässt Dave die Tollivers. Die Falins unternehmen einen Dynamitanschlag auf eine Eisenbahnbrücke, die auf dem Weg zur Kohlemine der Tollivers liegt, bei dem Buddy getötet wird. Die nun ausgebildete June kommt zum Begräbnis ihres Bruders. Hale gesteht ihr seine Liebe, doch als June erfährt, dass er nicht bei dem Rachefeldzug gegen die Falins mitmachen will, zieht sie sich von ihm zurück. Auch Dave ist zum Begräbnis gekommen. Er geht unbewaffnet zu den Falins. Buck Falin bittet ihn um Verzeihung für den unbeabsichtigten Tod des Jungen. Doch Wade Falin will sich an Dave für den früheren Mord an seinem Bruder rächen und schießt ihm in den Rücken. Buck verletzt Wade und bringt danach Dave nach Hause. Dave erzählt seinem Onkel, dass er auf seine eigene Waffe gefallen ist und sich ein Schuss gelöst hat. Noch bevor Dave stirbt, schließen die beiden Familienoberhäupter Frieden. Nun kann June Hale heiraten.

## Kritik
Das Lexikon des internationalen Films beschrieb den Film als „Heimat-Melodram mit Western-Elementen, sentimental und kantig zugleich inszeniert. Einer der ersten Farb-Tonfilme, der an Originalschauplätzen entstand.“
Frank S. Nugent von der New York Times befand, der Film sei weit davon entfernt, perfekt zu sein, als Film an sich und als Beispiel für das neue 3-Farb-Verfahren. Dennoch machen ihn die Farbgebung und die eher unüblichen Leistungen zu einem wertvollen und hervorragenden Film. Besonders Fred Stones Leistung wird hervorgehoben.
Die Variety lobte Henry Hathaway, der dem Roman genau folgt und die Verschlossenheit und Barschheit der Bewohner genau inszeniert.

## Auszeichnungen
1937 wurde das Lied A Melody from the Sky von Louis Alter und Sidney D. Mitchell in der Kategorie Bester Song für den Oscar nominiert.
Bei den Internationalen Filmfestspielen von Venedig erhielt der Film eine lobende Erwähnung.

## Hintergrund
Seine Premiere feierte der Film am 19. Februar 1936 in New York. Unter dem Titel Rätsel um eine Frau kam er 1936 in Österreich in den Verleih.
In Deutschland erschien er erstmals am 6. Februar 1985 im Rahmen einer TV-Premiere im dritten Programm des WDR.
Die Produktionsgesellschaft Paramount Pictures ließ den Film im neu entwickelten 3-Farben-Verfahren von Technicolor drehen. Der Film ist der erste Farbfilm, der in großen Teilen außerhalb des Studios gedreht wurde.
Der Film ist einer von über 700 Filmen des Studios, die zwischen 1929 und 1949 gedreht und deren Fernsehrechte 1958 an Universal Pictures verkauft wurden.
Die 1908 veröffentlichte Romanvorlage wurde vorher schon drei Mal in Stummfilmen verfilmt, 1914 von Frank L. Dear, 1916 von Cecil B. DeMille und 1923 von Charles Maigne.